# Battle Sirens
Battle Sirens è un singolo del gruppo musicale australiano Knife Party e del chitarrista statunitense Tom Morello, pubblicato il 9 settembre 2016.
Il brano è stato in seguito inserito nella lista tracce dell'album The Atlas Underground di Morello, uscito il 12 ottobre 2018.

## Tracce
Download digitale
1. Battle Sirens – 4:03

Download digitale – Live
1. Battle Sirens (Live) – 4:08

Download digitale – Brillz Remix
1. Battle Sirens (Brillz Remix) – 3:57

Download digitale – Ephwurd Remix
1. Battle Sirens (Ephwurd Remix) – 3:56

## Classifiche
| Classifica (2016)                      | Posizione massima |
| -------------------------------------- | ----------------- |
| Stati Uniti (dance/electronic digital) | 43                |